# Estació de Calella
Calella és una estació de ferrocarril propietat d'adif situada a la població de Calella a la comarca del Maresme. L'estació es troba a la línia Barcelona-Mataró-Maçanet per on circulen trens de les línies de rodalia R1 i RG1 de Rodalies de Catalunya operades per Renfe Operadora.
Aquesta estació de la línia de Mataró va entrar en servei el 1859 amb el perllongament de la línia de Mataro des d'Arenys de Mar a Tordera. Era la segona ampliació del ferrocarril de Barcelona a Mataró, la primera línia de ferrocarril de la península Ibèrica, construïda el 1848. La iniciativa de la construcció del ferrocarril havia estat de Miquel Biada i Bunyol per dur a terme les múltiples relacions comercials que s'establien entre Mataró i Barcelona.
Des d'Arenys de Mar a Maçanet-Massanes la línia és en via única. Tant l'Autoritat del Transport Metropolità al Pla Director d'Infraestructures 2009-2018, com per part del Ministeri de Foment d'Espanya al Pla Rodalies de Barcelona 2008-2015, es preveu la duplicació de vies entre Arenys de Mar i Blanes.
L'any 2016 va registrar l'entrada de 1.161.000 passatgers.
És l'inici de trajecte d'un servei de la línia que va al matí cap a Molins de Rei i és capçalera d'uns quants trens amb origen o destinació l'Hospitalet de Llobregat.

## Serveis ferroviaris
| Procedència/Destinació                  | <               | Línia | >             | Procedència/Destinació           |
| --------------------------------------- | --------------- | ----- | ------------- | -------------------------------- |
| Rodalia de Barcelona                    |                 |       |               |                                  |
| Molins de Rei L'Hospitalet de Llobregat | Sant Pol de Mar |       | Pineda de Mar | terminal Blanes Maçanet-Massanes |
| Rodalia de Girona                       |                 |       |               |                                  |
| L'Hospitalet de Llobregat               | Sant Pol de Mar |       | Pineda de Mar | Figueres Portbou                 |

## Galeria d'imatges

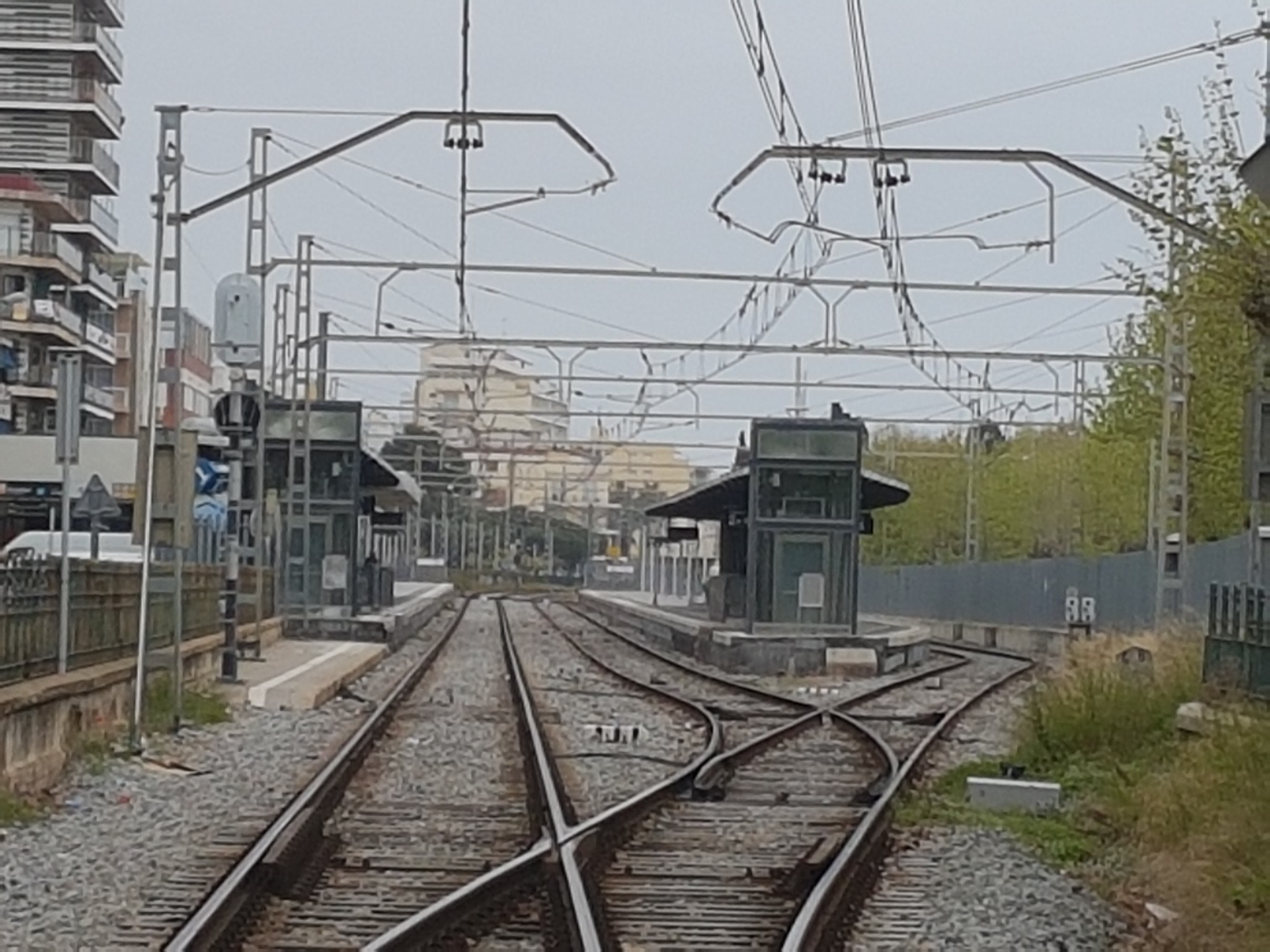
2 andanes i 3 vies
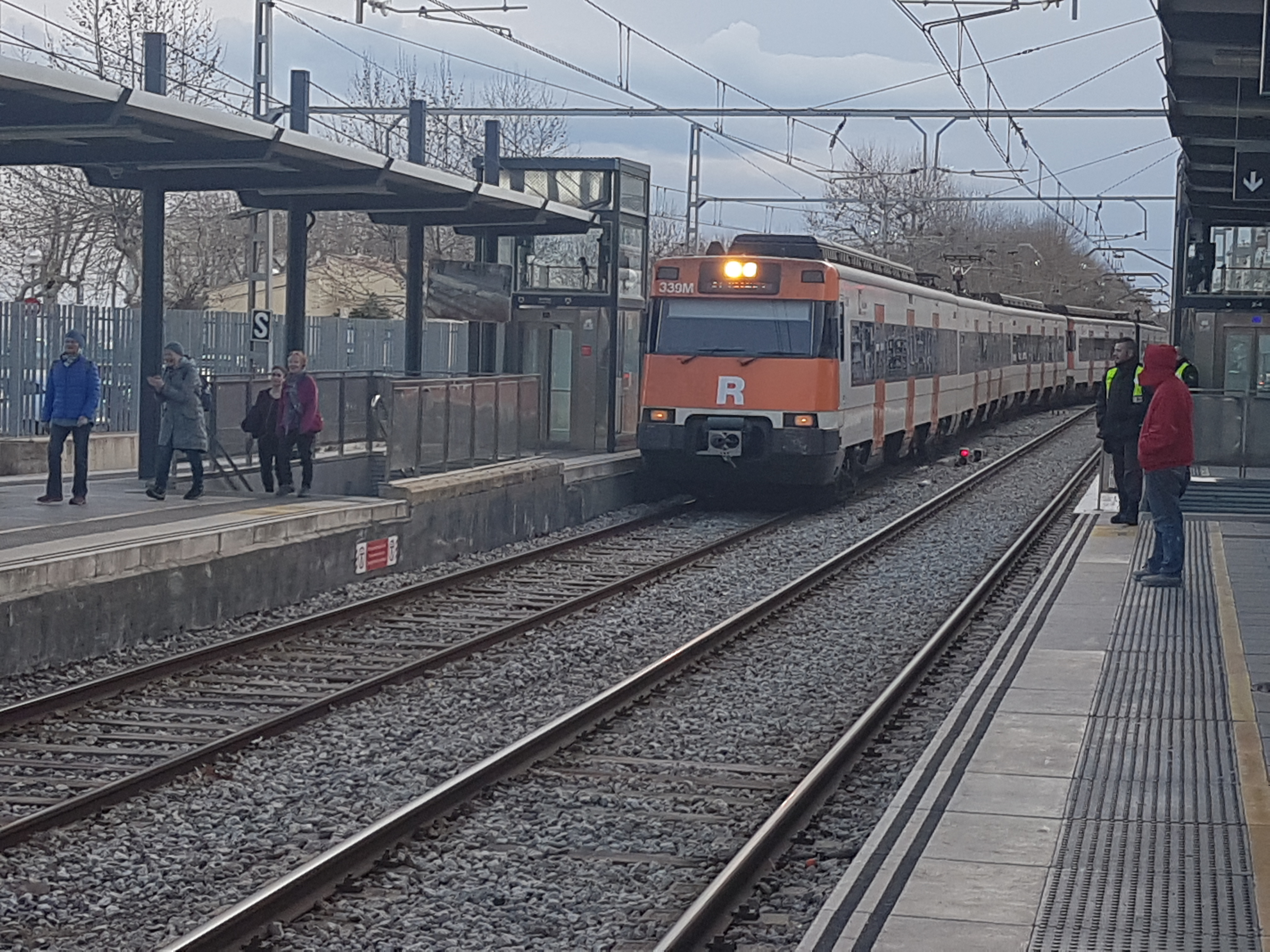
R1 direcció Maçanet-Massanes per via 2
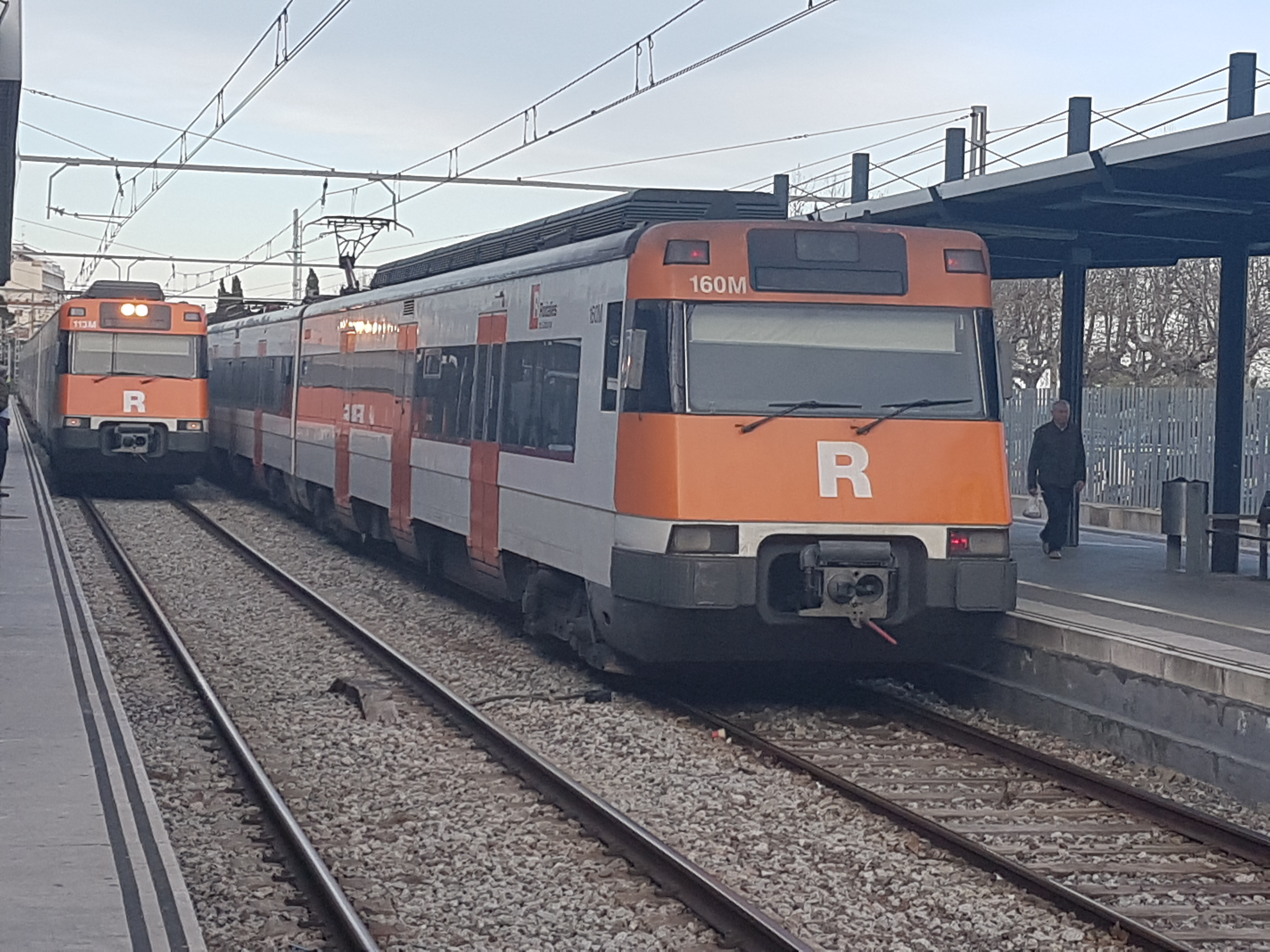
Entrant per via 1 R1 direcció l'Hospitalet